# Jagjit Singh
Jagjit Singh (Sri Ganganagar, 8 de fevereiro de 1941 - Bombaim, 10 de outubro de 2011) foi um cantor e compositor indiano natural do Rajastão e popularmente considerado o "Rei do Ghazal", estilo musical de raízes ancestrais de tom melódico, poético e nostálgico. Foi pioneiro neste estilo ao modernizá-lo e ao retirar-lhe o cunho elitista, fazendo-o assimilar pelo povo.
Desde a sua estreia em 1966 a sua prolífica discografia inclui numerosos duos com a sua mulher, Chitra Singh, participações em cerca de 40 bandas sonoras de filmes de Bollywood e mais de 50 álbuns de ghazal.
Cantava nas principais línguas do subcontinente indiano, nomeadamente em hindi, urdu, nepali, bengali, guzerate e panjabi.